# Montipora altasepta
Espèce
Statut de conservation UICN

 VU A4cde : Vulnérable
Statut CITES
Montipora altasepta est une espèce de coraux appartenant à la famille des Acroporidae.